# Thorne Bay (Alaska)
Thorne Bay ist ein Ort mit dem Status einer City in der Prince of Wales-Hyder Census Area in Alaska. Das U.S. Census Bureau hatte bei der Volkszählung 2020 eine Einwohnerzahl von 476 ermittelt.

## Geographie
Thorne Bay befindet sich im Alaska Panhandle im Südosten Alaskas, an der gleichnamigen Bucht an der Ostküste von Prince of Wales Island 63 km nordwestlich von Ketchikan. Thorne Bay ist an das Straßennetz der Insel angebunden (94 Straßenkilometer nach Klawock und 58 nach Hollis) und verfügt über einen Landeplatz für Wasserflugzeuge.

## Geschichte
Die Bucht Thorne Bay wurde 1891 nach Frank Manley Thorn benannt. Dieser war von 1885 bis 1889 Superintendent des U.S. Coast and Geodetic Survey (USC&GS). Der Name der Bucht wurde mit einem Schreibfehler veröffentlicht und blieb so erhalten. Die erste größere Siedlung wurde von Wes Davidson nahe einem Holzfällergebiet gegründet. Der Ort entwickelte sich auf der Grundlage eines langfristigen Kaufvertrags zwischen dem U.S. Forest Service und der Ketchikan Pulp Company. Im Jahr 1960 wurde ein schwimmendes Holzfällerlager in Thorne Bay errichtet. 1962 verlegte Ketchikan Pulp ihr Hauptholzfällerlager von Hollis nach Thorne Bay. In der Folge wurden Straßen von Thorne Bay nach Hollis, Craig und Klawock gebaut. Zu jener Zeit gehörte Thorne Bay zu den größten Holzfällerlagern Nordamerikas. 1982 wurde Thorne Bay eine „City“. Heute lebt die Gemeinde auch vom kommerziellen und touristischen Fischfang.

## Demografie
Zum Zeitpunkt der Volkszählung im Jahre 2020 (U.S. Census 2020) hatte Thorne Bay 476 Einwohner auf einer Landfläche von 69,08 km². Von den Einwohnern waren 399 Weiße, 3 afrikanisch-amerikanischer sowie 31 amerikanisch-indianischer Abstammung. Beim Zensus im Jahr 2000 wurden 557 Einwohner gezählt, 2010 waren es 471.